# Figurant

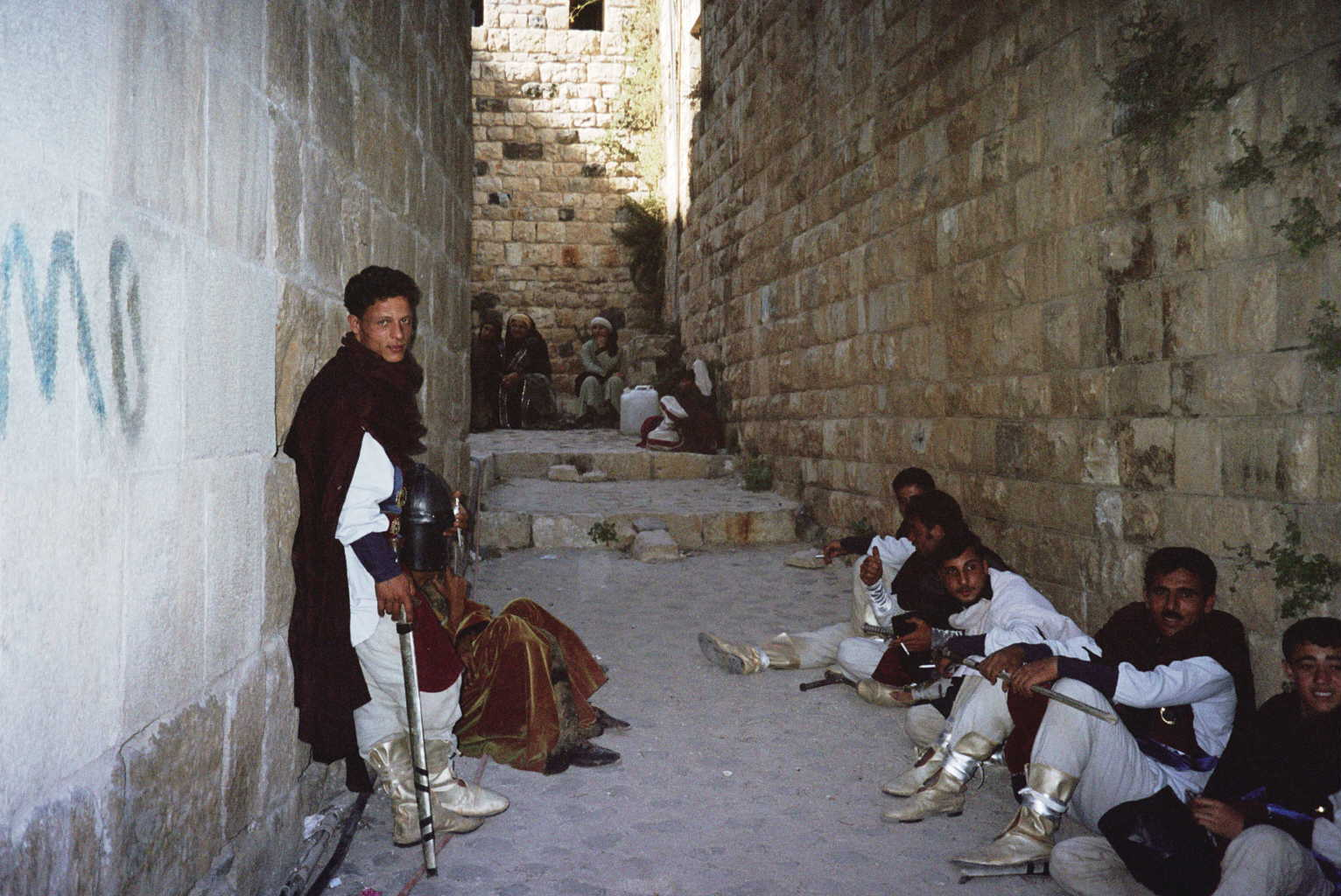
Figuranten

Een figurant is een figuur zonder een inhoudelijke rol in een film, toneelstuk of reclamespot. 'Figuratie' in de muziek betekent een versiering; figuratie in het toneel betekent het geheel der figuranten of het figureren op zich: een figurant 'versiert' of vult het speelveld voor de toeschouwers. Figuranten zijn nodig om de belangstelling gaande te houden, net als publiek in een theaterzaal of tv-kijkers kijken ze naar het spel der protagonisten.
Mensen die willen figureren melden zich via audities bij aparte bureaus of tv-productiehuizen die (soms bevoorrecht) contact hebben met diegenen die bij de regie de rollen verdelen.

## Typen
MassafigurantenMensen die op de achtergrond passeren of staan. Ze worden meestal op leeftijd en lengte geselecteerd. Over het algemeen hebben ze niets bijzonders nodig. Bij een eigentijdse film kunnen ze hun eigen kleren dragen.
FigurantenDie zijn iets langer in beeld. Er wordt een beetje meer geselecteerd; hier is uiterlijk en (acteer)houding iets belangrijker.
PubliekDit is collectief figureren. Voor een tv-show of -quiz kan men zijn interesse komen tonen en (op aangeven van een applausmeester) applaudisseren (bij een quiz gebeurt dit standaard buiten beeld).
Edelfiguranten
Dit zijn acteurs met enige naam of mensen met naam uit andere beroepsgroepen die een cameo doen.
SpecialEen special is een figurant met specifieke uiterlijke eigenschap(pen). Meestal gaat het om een dubbelganger van een beroemdheid of om een opvallend uiterlijk zoals een albino of een dwerg.

## Vergoeding
Een figurant dient af te zien van het portretrecht door het tekenen van een quitclaim.
Algemeen wordt verwacht dat de figurant over gepaste kleding en make-up beschikt. Er bestaan enkele toeslagen zoals een naakt-toeslag, een billboard-toeslag, een exclusiviteitstoeslag vanwege een bepaald merk of een nachtopname-toeslag.
Figuratie kan een opstapje naar volwaardig acteurschap betekenen: enkele acteurs wereldwijd zijn als figurant begonnen. Dit valt af te lezen uit verscheidene biografieën.